# Manuel Golmayo Torriente
Manuel Golmayo y de la Torriente (* 12. Juni 1883 in Havanna; † 7. März 1973 in Madrid) war ein kubanisch-spanischer Schachmeister.
Golmayo wurde in eine Schachfamilie hineingeboren: sein Vater Celso Golmayo Zúpide und sein älterer Bruder Celso Golmayo Torriente waren herausragende Schachmeister. Manuel selbst wurde in den Jahren 1902, 1912 und 1921 Meister von Spanien, bei der Meisterschaft 1930 Vizemeister nach einem Match gegen Ramón Rey Ardid.
1922 verlor er in Madrid einen Kurzwettkampf gegen Alexander Aljechin mit 0,5:1,5. 1924 nahm er an der ersten Amateurweltmeisterschaft in Paris teil, die von Hermanis Matisons gewonnen wurde; Golmayo wurde Achter. Bei der Amateurweltmeisterschaft 1928 in Den Haag wurde er Vierter (Max Euwe gewann).
Golmayo vertrat Spanien an drei Schacholympiaden: 1927 in London (+2 =9 −4) am ersten Brett, 1930 in Hamburg (+3 =3 −4) am zweiten Brett und 1931 in Prag (+3 =7 −5) am vierten Brett.
Er nahm an zahlreichen internationalen Turnieren teil: 1929 wurde er Sechster in Barcelona (Turniersieger José Raúl Capablanca), 1934 in Sitges Siebenter (Turniersieger Andor Lilienthal), dritter Platz in Madrid 1934, vierter Platz in Paris 1938 (Turniersieger Baldur Hönlinger), geteilter 9.–10. Platz in Barcelona 1946 (Turniersieger Miguel Najdorf), 6. Platz in Gijón 1948, geteilter 8.–9. in Almería 1948 und Turniersiege in Madrid 1947 und Linares 1951.
Im Jahr 1951 ernannte die FIDE Golmayo zum Internationalen Schiedsrichter.